# Sub rebaño
«Sub rebaño» es un breve tema instrumental compuesto por el músico argentino Luis Alberto Spinetta, interpretada por la banda Spinetta y los Socios del Desierto en el álbum homónimo de 1997, primero de la banda y 25º en el que tiene participación decisiva Spinetta. 
Spinetta y los Socios del Desierto fue un trío integrado por Marcelo Torres (bajo), Daniel Wirtz (batería) y Luis Alberto Spinetta (guitarra y voz).

## Contexto
El tema pertenece al álbum doble Spinetta y los Socios del Desierto, el primero de los cuatro álbumes de la banda homónima, integrada por Luis Alberto Spinetta (voz y guitarra), Marcelo Torres (bajo) y Daniel Wirtz (batería). El trío había sido formada en 1994 a iniciativa de Spinetta, con el fin de volver a sus raíces roqueras, con una banda de garage. Los Socios ganaron una amplia popularidad, realizando conciertos multitudinarios en Argentina y Chile.
El álbum doble Spinetta y los Socios del Desierto ha sido considerado como una "cumbre" de la última etapa creativa de Luis Alberto Spinetta. El álbum fue grabado en 1995, pero recién pudo ser editado en 1997, debido a la negativa de las principales compañías discográficas, a aceptar las condiciones artísticas y económicas que exigía Spinetta, lo que lo llevó a una fuerte confrontación pública con las mismas y algunos medios de prensa.
El disco coincide con un momento del mundo caracterizado por el auge de la globalización y las atrocidades de la Guerra de Bosnia -sobre la cual el álbum incluye un tema-. En Argentina coincide con un momento de profundo cambio social, con la aparición de la desocupación de masas -luego de más de medio siglo sin conocer el fenómeno, la criminalidad -casi inexistente hasta ese momento-, la desaparición de la famosa clase media argentina y la aparición de una sociedad fracturada, con un enorme sector precario y marginado, que fue la contracara del pequeño sector beneficiado que se autodenominó como los "ricos y famosos".

## El tema
El tema es el cuarto track del Disco 1 del álbum doble. Se trata de un fragmento musical de un minuto, que contiene una introducción al tema "El rebaño del pastor" que se encuentra en el Disco 2 del álbum, con la participación de Claudio Cardone en teclados. El título "Sub rebaño", remite al hecho de tratarse de una introducción básica al tema, realizada por el trío, sin la instrumentación que le aportaría Cardone a la versión final.
El fragmento consiste una breve introducción del bajo, seguida de un bello solo de guitarra eléctrica, de tono angustioso, hasta dar paso al hilo principal de "El rebaño del pastor", cercano a la bossa nova. Cierra con comentarios sampleados y completamente distorsionados.